# والتر آلسفورد
والتر جان آلسفورد (به انگلیسی: Walter John Alsford) (زاده	۶ نوامبر ۱۹۱۱ - ۳ ژوئن ۱۹۶۸)  بازیکن فوتبال اهل انگلستان بود که سابقهٔ بازی در تیم ملی فوتبال انگلستان را در کارنامهٔ خود دارد. وی در تاریخ ۶ آوریل ۱۹۳۵ تنها بازی ملی خود را در مقابل تیم ملی فوتبال اسکاتلند انجام داد.